# Phoradendron retrophyllum
Phoradendron retrophyllum är en sandelträdsväxtart som beskrevs av Kuijt. Phoradendron retrophyllum ingår i släktet Phoradendron och familjen sandelträdsväxter. Inga underarter finns listade i Catalogue of Life.